# Ластівка білокрила
Ластівка білокрила (Hirundo leucosoma) — вид горобцеподібних птахів родини ластівкових (Hirundinidae). Поширений в Західній Африці.

## Поширення
Вид гніздиться в Беніні, Буркіна-Фасо, Камеруні, Кот-д'Івуарі, Гамбії, Гані, Гвінеї, Гвінеї-Бісау, Малі, Нігері, Нігерії, Сенегалі, Сьєрра-Леоне та Того. Він живе в різноманітних середовищах, включаючи лісисті савани, лісові галявини та річки. Він не боїться людей і живе у селах і містах. Будинки та інші людські житла є звичайними місцями гніздування.
Ці ластівки є частковими мігрантами, подорожуючи аж до Гани та Північної Нігерії під час сезону дощів. Вони були зареєстровані як бродяги в західному Камеруні.